# Majda Vrhovnik
Majda Vrhovnik, slovenska študentka medicine, vohunka in narodna herojinja, * 14. april 1922, Ljubljana, † 4. maj 1945, Celovec.
Majda Vrhovnik se je leta 1940 pridružila Komunistični partiji Jugoslavije, najprej je delovala kot kurirka centralnega komiteja Komunistične partije Jugoslavije, kasneje je urejala in razmnoževala ilegalne publikacije Ljudska pravica, Slovenski poročevalec, Radio vestnik in druge. 
Jeseni leta 1944 je postala članica komiteja za Celovec, kjer jo je 28. februarja 1945 po izdaji odkril Gestapo, jo v ječi mučil ter 4. maja ubil. Kraj pokopa ni znan. 20. decembra 1951 je bila imenovana za narodno herojinjo.

## Poimenovanje osnovne šole v Ljubljani
Po njej se imenuje ena od ljubljanskih osnovnih šol, ki nosi to ime od svoje ustanovitve leta 1959. Po slovenski osamosvojitvi je to ime obdržala. Vodstvo šolo si prizadeva, da bi učenci ohranjali spomin nanjo, tam stoji tudi njen doprsni kip.